# The Broadway I Love
The Broadway I Love è un album di Plácido Domingo che contiene una raccolta di brani musicali tratti da vari musical, accompagnato dalla London Symphony Orchestra ed in alcuni brani, duetti con Carly Simon e Rebecca Luker, registrato nel 1991 per la Atlantic/Warner.

## Tracce
1. Try to Remember (Harvey Schmidt, Tom Jones) - tratto da The Fantasticks
2. Younger Than Springtime, (Oscar Hammerstein II parole e Richard Rodgers musica) - tratto da South Pacific
3. The Last Night of The World, ( Claude-Michel Schönberg, testi Alain Boublil, Richard Maltby) -  tratto da Miss Saigon
4. All the Things You Are (Jerome Kern, con testo di Oscar Hammerstein II) - tratto da Very Warm for May
5. What Kind Of Fool Am I?, ( Leslie Bricusse e Anthony Newley) - tratto da Stop the World: I Want to Get Off
6. Oh, What a Beautiful Mornin (Oscar Hammerstein II, Richard Rodgers) - tratto da Oklahoma!
7. Somewhere - (Leonard Bernstein e Stephen Sondheim) - tratto da West Side Story
8. So in Love, (Cole Porter) - tratto da Kiss Me Kate
9. Send in the Clowns,  (Stephen Sondheim) - tratto da A Little Night Music
10. Tonight,(Leonard Bernstein e Stephen Sondheim) - tratto da West Side Story
11. All I Ask of You, (Andrew Lloyd Webber, Charles Hart, Richard Stilgoe) - tratto da The Phantom of the Opera
12. Love Is Here to Stay, (George Gershwin e Ira Gershwin) - tratto da The Goldwyn Follies
13. Over There, (George Cohan) - tratto da George M!
14. You'll Never Walk Alone, (Oscar Hammerstein II, Richard Rodgers) - tratto da Carousel